# Butch Otter
Butch Otter, właśc. Clement Leroy Otter (ur. 3 maja 1942 w Caldwell w stanie Idaho) – amerykański polityk, członek Partii Republikańskiej. Od stycznia 2007 do stycznia 2019 roku pełnił urząd gubernatora stanu Idaho. 
Pochodzi z biednego środowiska, jego ojciec był elektrykiem. Ukończył studia jako pierwszy członek swojej rodziny, uzyskując licencjat z politologii na College of Idaho. Następnie służył w Gwardii Narodowej, po czym podjął pracę w firmie Simplot, działającej w branży rolno-spożywczej. Był z nią związany przez 30 lat, przechodząc kolejne szczeble kariery. 
W 1972 rozpoczął karierę polityczną, uzyskując mandat w Izbie Reprezentantów Idaho. W 1978 po raz pierwszy kandydował na gubernatora stanu, jednak odpadł już w prawyborach. W 1986 został wybrany na zastępcę gubernatora. Sprawował ten urząd nieprzerwanie przez 14 lat, aż do 2001 roku, co do dziś stanowi rekord w dziejach Idaho. Opuścił go dopiero po uzyskaniu mandatu w federalnej Izbie Reprezentantów. W 2006 uzyskał nominację Republikanów do startu w wyborach gubernatorskich i wygrał je. 
Otter jest członkiem Kościoła rzymskokatolickiego. W 1964 poślubił Gay Simplot, córkę swojego ówczesnego pracodawcy. Ich małżeństwo zakończyło się w 1992 rozwodem za obopólną zgodą. Jeszcze przed rozpadem swojego pierwszego małżeństwa, wypełniając obowiązki wicegubernatora, Otter poznał ówczesną miss stanu, Lori Easley. Po długoletnim nieformalnym związku, w 2007 ponownie się ożenił.
Popiera stosowanie kary śmierci. Jako gubernator Idaho zezwolił na przeprowadzenie dwóch egzekucji. 